# Ennearthron
Ennearthron es un género de coleóptero de la familia Ciidae.

## Especies
Las especies de este género son:
- Ennearthron abeillei Caillol, 1914
- Ennearthron amamense Miyatake, 1959
- Ennearthron aurisquamosum Lawrence, 1971
- Ennearthron chujoi Nakane & Nobuchi, 1955
- Ennearthron cornutum (Gyllenhal, 1827)
- Ennearthron cornutus (Gyllenhal)
- Ennearthron filum (Abeille de Perrin, 1874)
- Ennearthron hayashii Nobuchi, 1955
- Ennearthron ishiharai Miyatake, 1954
- Ennearthron mohrii Miyatake, 1954
- Ennearthron mussauense Chûjô, 1966
- Ennearthron ondreji Roubal, 1919
- Ennearthron palmi Lohse, 1966
- Ennearthron pruinosulus (Perris, 1864)
- Ennearthron pulchellum Scott, 1926
- Ennearthron reichei Abeille de Perrin, 1874
- Ennearthron reitteri (Flach, 1882)
- Ennearthron robusticorne Kawanabe, 1996
- Ennearthron spenceri (Hatch, 1962)
- Ennearthron victori Lopes-Andrade & Zacaro, 2003